# Traité de Tempé

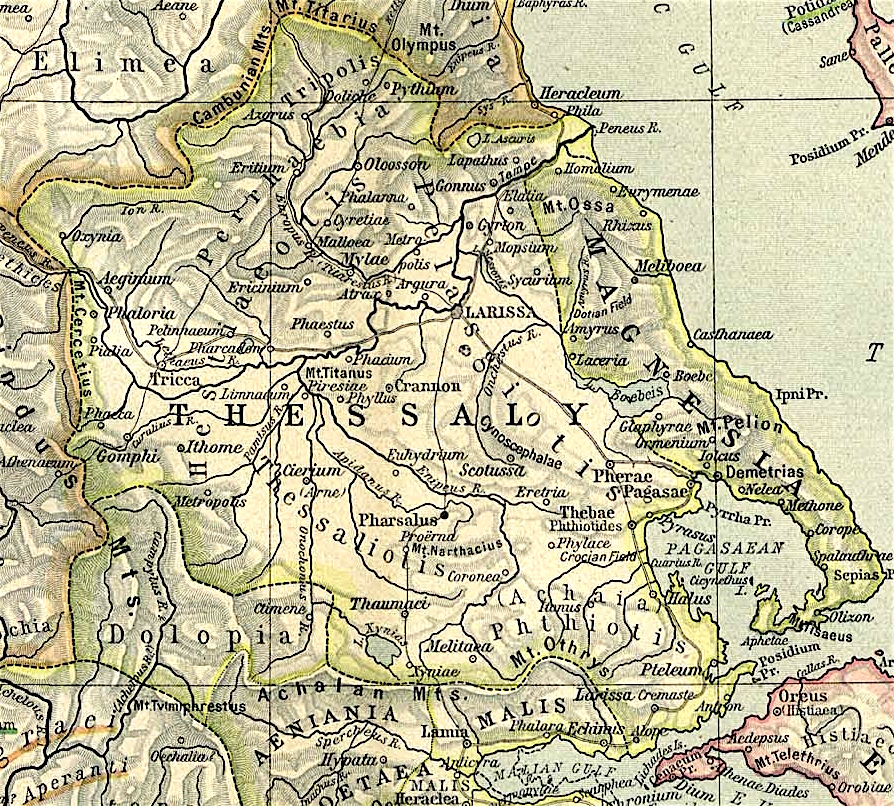
Carte de la Thessalie antique par William R. Shepherd, Historical Atlas, 1926. Thèbes de Phtiotide, Larissa Cremaste et Échinos se trouvent dans le sud-est de la Thessalie.

Le traité de Tempé est conclu en 196 avant Jésus-Christ dans la vallée de Tempé, en Thessalie, entre le proconsul romain Titus Quinctius Flamininus et le roi Philippe V de Macédoine. Ce traité met fin à la Deuxième Guerre de Macédoine (-200 à -197) à la suite de la défaite du roi macédonien à la Bataille de Cynoscéphales (197 av. J.-C.).
Après la bataille, Flaminius négocie avec Philippe une trêve de 4 mois pour que le Sénat romain ait le temps de décider d'une paix qui lui convienne. Philippe accepte sans difficultés de retirer toutes ses troupes de Grèce mais Flaminius fait obstacle aux prétentions excessives de ses alliés de la Ligue étolienne qui réclament le rattachement à leur confédération de plusieurs cités : Thèbes de Phthiotide, Larissa Cremaste (en), Échinos de Thessalie (en), Pharsale. Les Étoliens invoquent les droits donnés par leur participation à la guerre et par le premier traité conclu avec Rome en 212/211, dont on a retrouvé une inscription. Flaminius répond que cet accord est devenu caduc en raison de la paix séparée conclue par les Étoliens avec la Macédoine en 206, et que ces cités se sont placées sous la protection de la fides romaine : seule Thèbes de Phthiotide, conquise par les armes et non par une capitulation en règle, est soumise au droit des vainqueurs et peut être donnée comme butin aux Étoliens. L'historien Polybe laisse entendre que ce désaccord est à l'origine de la rupture entre Étoliens et Romains lorsque ces derniers doivent faire face à l'offensive en Grèce du roi séleucide Antiochos III en 192.  
Le traité possède des clauses propres à réduire considérablement la puissance macédonienne. Sur le plan militaire la flotte est pratiquement démantelée à l’exception de 5 navires. L’hekkaidékère (navire immense illustrant la puissance de la monarchie antigonide) est aussi livré, bien qu’il n'ait pas de potentiel militaire réel, il sert à Rome de trophée de guerre. Rome demande aussi le départ des troupes de plusieurs points stratégiques (Eurômos, Pédasa, Bargylia, Iasos, Abydos, Thasos, Myrina, Périnthe) tous situés sur le littoral non loin du détroit du Bosphore. Une flotte aussi réduite ne permet plus à la Macédoine de jouer un rôle important en mer Egée et en mer Méditerranée que ce soit dans la lutte contre la piraterie ou dans la sécurisation de la route du blé de la mer Noire qui était essentielle pour l'alimentation des Grecs.  
Les finances sont aussi mises à mal, avec une indemnité à payer de 1000 talents  (soit environ 25 tonnes d’or) ce qui représente une somme considérable pour l’époque. Philippe V perd aussi le contrôle d’énormément de territoires ,, la Macédoine revient en termes de superficie à l’état dans lequel elle était avant l’arrivée sur le trône de Philippe II. 
Le traité témoigne des rapports ambigus avec le monde grec, alors que les Romains auraient pu simplement abolir la monarchie macédonienne (comme ils auront l’occasion de le faire 30 ans plus tard) ils maintiennent au pouvoir Philippe V dans un Etat amoindri. Pour les Romains il s’agit de faire la paix avec les Macédoniens, issus de l’Empire d’Alexandre qu’ils admirent tant. Pour cette raison on peut penser que Rome n’a pas souhaité totalement humilier la Macédoine et a sauvé les apparences. Cependant il faut prendre en compte l'aspect stratégique d'une telle décision : en maintenant Philippe V au pouvoir et de manière générale une Macédoine indépendante, Rome laisse un glacis entre le reste de la Grèce qui passe dans sa sphère d'influence et les Galates qui ont été responsables de plusieurs invasions que le Sénat romain ne veut pas avoir à combattre. 
Vis-à-vis du reste du monde grec, Flamininus promet d’abord la libération des cités grecques lors d’une proclamation durant les jeux Isthmiques qui ont lieu en août de la même année à Corinthe . Les Romains utilisent par la même occasion les Jeux Isthmiques afin de communiquer lors d’une compétition qui rassemble des personnes venues de tous les milieux sociaux et de tout le monde grec. Corinthe est aussi un symbole, c'est un haut lieu de l'histoire grecque, et c'est ici que Philippe II a créé la Ligue de Corinthe en 338 av. J.-C. afin de rassembler les cités grecques contre la Perse. Elle avait perduré jusqu'à Philippe V sous d'autres formes et était l'incarnation de la domination macédonienne sur la Grèce. 
Bien que Flamininus se dresse ainsi en défenseur des libertés des cités grecques, ces promesses n’ont pas été respectées par le Sénat romain puisque les garnisons sont finalement restées 2 ans au grand dam de Flamininus qui souhaitait un départ imminent par respect pour cette culture hellénique tant respectée.